# Jed Steer
Jed John Steer (Norwich, 23 september 1992) is een Engels voetballer die als doelman speelt. Hij verruilde Norwich City in juli 2013 voor Aston Villa.

## Clubcarrière
Steer komt uit de jeugdacademie van Norwich City, de club uit zijn geboortestad. Op zijn zeventiende verjaardag tekende hij zijn eerste profcontract. Op 28 januari 2012 maakte hij zijn profdebuut in de FA Cup tegen West Bromwich Albion. In juli 2011 werd hij voor drie maanden uitgeleend aan Yeovil Town. In november 2012 werd hij een maand uitgeleend aan Cambridge United. Op 26 juni 2013 maakte Aston Villa bekend dat het Steer transfervrij zou overnemen van Norwich City. Bij The Villans werd hij tweede doelman achter Brad Guzan. De ervaren Shay Given werd zo derde doelman. Hij debuteerde voor Aston Villa op 28 augustus 2013, in de League Cup tegen Rotherham United met een clean sheet.

## Interlandcarrière
Steer kwam in actie voor Engeland –16, Engeland –17 en Engeland –19.
2 Cash ·
3 Carlos ·
4 Konsa ·
5 Mings ·
6 Barkley ·
7 McGinn  ·
8 Tielemans ·
Rashford ·
10 Buendía ·
11 Watkins ·
12 Digne ·
14 Torres ·
18 Gauci ·
19 Philogene ·
20 Nedeljković ·
22 Maatsen ·
23 Martínez ·
24 Onana ·
25 Olsen ·
26 Bogarde ·
27 Rogers ·
30 Hause ·
31 Bailey ·
41 Ramsey ·
44 Kamara ·
50 Swinkels ·
Coach: Emery